# Ende nie (Wanda-Album)
Ende nie ist der Titel eines Musikalbums der österreichischen Rockband Wanda. Es ist das sechste Album der Band und wurde am 7. Juni 2024 bei Polydor veröffentlicht. Mit dem Album kam die Band auf Platz 1 in den österreichischen Verkaufscharts.

## Produktion
Das sechste Studioalbum der Band wurde im Dezember 2023 angekündigt. Die Idee für den Albumtitel kam von Manuel Christoph Poppe. Zebo Adam übernahm die Produktion.

„Diese Sessions waren eine transzendentale Erfahrung. […] ich habe noch nie in meinem Leben so viele Songs in so kurzer Zeit geschrieben.“

Marco Wanda äußerte in einem Interview mit Heute im April 2024, er habe sehr viel Harry Styles gehört, bevor er die Platte aufnahm; „irgendwas an seinem Sound habe ich studieren wollen, da ich dachte, es sei nützlich. […] Zumindest wusste ich dann, was ich nicht will.“
Angesprochen darauf, dass Wanda mehrfach The Beatles als Vorbild nannten sagte Marco Wanda in einem Interview im Februar 2024 mit Oe24, Ende nie sei vergleichbar mit With The Beatles und „in gewisser Weise unser Debüt, denn wir sind eine andere Band geworden. Das ist ein Debüt-Album. Es fühlt sich wie das Erste an.“

## Titelliste
1. Bei niemand anders (3:55)
2. Fuck Youtube (2:52) a
3. Therapie (2:48)
4. Sie steht nicht auf dich (2:52)
5. Keine Angst (2:41)
6. Ich hör dir zu (3:53)
7. Wachgeküsst (3:05)
8. Woher soll ich wissen (4:02)
9. Jeder kann es sein (3:19)
10. Kein Ende nie (2:48)
11. Immer OK (3:06)
12. Niemand was schuldig (3:56)
13. Nimm's mit an Schmäh (Klavierdemo) b
14. Bologna (live @ Wiener Stadthalle 2023) c
15. Columbo (live @ Wiener Stadthalle 2023) d

## Artwork
Das Cover des Albums zeigt die drei Bandmitglieder neben einem verunglückten, auf der rechten Seite liegenden weißen SUV, auf dessen Dach in schwarzen Versalien der Albumtitel ENDE NIE geschrieben ist. Beim Foto handelt es sich um eine Szene aus dem in Georgien aufgenommenen Musikvideo zur Single Bei niemand anders.

## Singleauskopplungen
Vorab wurde am 24. November 2023 der Titel Bei niemand anders veröffentlicht. Die Single Therapie erschien am 16. Februar 2024, Jeder kann es sein am 23. Februar 2024. Fuck Youtube wurde am 20. April 2024 anlässlich des Record Store Days als signierte, farbige 7″-Single veröffentlicht. Im Mai 2024 erschien die Single Wachgeküsst.
Bei niemand anders führte Anfang Dezember 2023 die iTunes-Charts an, einige Wochen lag es auf Platz 1 der Ö3-Hörercharts. In den österreichischen Charts kam das Lied auf Platz 41.

## Musikvideos
Zu einigen Titeln des Albums wurden auch Musikvideos auf diversen Plattformen veröffentlicht.
Das Musikvideo zur ersten, im November 2023 veröffentlichten Single Bei niemand anders wurde in Georgien aufgenommen. Die Produktionsfirma stammte aus der Ukraine, Regisseur war Casey Campbell. Neben den Bandmitgliedern spielen Florenze Schüssler, Lindi Mlaba, Kata Fohl, Moritz Pirker, Margaretha Kuska-Wedell und Tilo Wedell mit. Nach einem Unfall mit einem SUV versorgen Manuel Poppe und Ray Weber ihren Kollegen Michael Wanda und tragen ihn auf einer Trage durch eine bergige Landschaft, eine weitere Szene spielt in einem Krankenhaus, in dem verschiedene Personen einer Person im Krankenhausbett die Hand reichen.
Zu Therapie veröffentlichte die Band am 16. Februar 2024 ein animiertes Video. In diesem ist eine Frau zu sehen, die Musik über Kopfhörer hört. Sie raucht und schaut aus dem Fenster ihres Zimmers, in dem Fotos von Mitgliedern der Band Wanda hängen sowie ein Poster zum Film Jurassic Park (die Band hatte auf dem Album Wanda einen Song Jurassic Park) und ein Poster der Beatles (die Band äußerte sich oft in dem Sinne, dass diese ein Vorbild für sie sei). Im linken Bildausschnitt ist ein Smartphone zu sehen, auf dem Anrufe und SMS eingehen, die die Frau ignoriert.
Am 28. März 2024 brachte die Band das Video zum Song Jeder kann es sein heraus. Drehorte waren eine Berglandschaft und am Meer auf den Seychellen.
Auch zur Single Wachgeküsst, die am 17. Mai 2024 erschien, wurde ein Video gedreht. Hauptdarsteller im von Zebo Adam produzierten Video sind Florenze Schüssler und Bandmitglied Marco Wanda. Drehort war St Andrews.

## Tournee
Nach dem Jahresabschluss am 22. Dezember 2023 in der Wiener Stadthalle begaben sich Wanda ab April 2024 auf die Bei-niemand-anders-Tournee. Während der Tour spielte die Band bereits die neuen Titel Immer OK, Niemand was schuldig, Therapie und Wachgeküsst.
Das Releasekonzert zum Album fand am 7. Juni 2024 im Berliner Club Hole44 statt.

## Rezeption

### Preise
Beim Amadeus Austrian Music Award 2024 wurde die Band als Live-Act des Jahres gewählt; der Song Bei niemand anders als bester Song.

### Rezensionen
Album
Im Münchner Merkur kommt Jörg Heinrich zum Schluss, die Band klinge „erwachsener als zuvor und beweist, dass ihre Musik wichtig ist“. Ende nie sei „alles andere als ein nur trauriges, melancholisches Album.“
Für den Rezensenten der Süddeutschen Zeitung kann Wanda „ihren hohen inhaltlichen Anspruch musikalisch über weite Strecken nicht einlösen“. Die Band liefere „eine Reihe von farblosen Instrumentalpassagen, schleppenden Rhythmen und blutleeren Songstrukturen ohne Dynamik und Abwechslung, aber ‚auch musikalische Highlights [in] diejenigen Lieder des Albums, die Hoffnung und Zuversicht ausstrahlen‘.“ Der Versuch, das Trauma des Todes von Keyboarder Christian Hummer und dem Vater des Sängers aufzuarbeiten und zu überwinden gelinge nicht immer, „aber wenn es gelingt, entsteht Großartiges“.
Für den Musikexpress schreibt Stephan Rehm Rozanes über das Album, zumindest songweise weiche „der Wanda-typische Überschwang der Reflexion und einem Zur-Ruhe-Kommen“.
Lydia Bißmann schreibt auf kuma.at über das Album, die Band lasse „den Wohlfühlsound hinter sich und beschäftigt sich, geschuldet den tragischen Ereignissen rund um die Band, mit dunkleren Themen, die an der Aura der jugendlichen Unverwundbarkeit kratzen“.
Der Kritiker des Rolling Stone, Ralf Niemczyk, bemerkt auf dem sechsten Band-Album „arg versöhnlichen Mainstream-Rock“. Ende nie sei ein „Durchhalte-Manifest. Schmerzen werden besiegt, Monster abgeschüttelt. Die romantische Ader hat gesiegt. Ein Innehalten, sicherlich ehrlich gemeint, aber doch erschreckend bieder“.
Die Kleine Zeitung lässt Bernd Melichar das Album rezensieren, der darauf hinweist, dass man den „enthusiastischen Strizzi-Rock und die Gassenhauer dazu“ auf dem Album vergeblich sucht. Der Sound sei poppiger, die Stimmung verhalten. Er verortet das Album unter Trauerarbeit.
Auf Zeit online deutet Tobias Lentzler den Song Bei niemand anders auch als einen "geschlossenen Kreis im Werk der Band. Schließlich setzte ein Piano auch in Bologna, dem ersten Stück auf Wandas Debütalbum Amore, den Ton".
Am 3. Juni 2024 bekundete die Band, keine Interviews mehr zum Album Ende nie geben zu wollen.

„Wir gingen in einer für uns bewegenden und schwierigen Zeit an die Arbeit. […] Raus kam ein Album, auf das wir stolz sind, das uns aber auch viel Kraft gekostet hat. […] Die Interviews, die in den letzten Wochen geführt wurden und in den kommenden Tagen erscheinen, haben uns an unsere Grenzen gebracht. Wir haben uns daher entschieden, ab sofort keine Interviews mehr zu diesem Album zu geben. An diesem Punkt kann unsere Musik nur für sich selbst und für uns sprechen. Wir hoffen, das Album macht euch Mut und Freude.“

Singles
Die Single Bei niemand anders bezeichnete der Rezensent von Der Standard die Single als „mutmachende Feuerzeugballade“; für den Kritiker von heavypop.at ist das Stück „eine ergreifende Nummer, die an sich gefälligen Kitsch wirklich authentisch und berührend artikuliert“. Auf Plattentests.de schreibt der Rezensent, das Lied sei ein „zaghaft beginnendes Klavierstück, das sich am eigenen Schopf aus dem Sumpf zieht und zu einer mächtigen Ballade aufschwingt, die universell Trost spendet“. Die Jury des Amadeus Austrian Music Award kürte den Titel im April 2024 zum besten Song. In der Kleinen Zeitung bescheinigt Bernd Melichar dem Song, er sei „von herzzerreißender Intensität und Intimität“.
Ein Liebeslied nennt Andreas Gstettner-Brugger auf FM4 die Single Wachgeküsst, die eine „ehrliche und unromantische Verarbeitung eines Prozesses vom „Monster“ zum das Leben wieder Liebenden“ sei. Felicia Aghaye schreibt zur Single auf Diffus von einem beflügelten Pop-Song, der „mit seiner nicht enden wollenden Hook perfektes Ohrwurmpotential“ habe.

### Chartplatzierungen
Mit dem Album kam die Band auf Platz eins in den österreichischen Charts, damit avancierte Ende nie zum vierten Nummer-eins-Album der Band in Österreich.
| ChartsChartplatzierungen | Höchstplatzierung | Wochen |
| ------------------------ | ----------------- | ------ |
| Österreich (Ö3)          | 1 (6 Wo.)         | 6      |
| Deutschland (GfK)        | 5 (2 Wo.)         | 2      |
| Schweiz (IFPI)           | 17 (1 Wo.)        | 1      |